# Царенко Петро Михайлович
Петро Михайлович Царенко (12 липня 1956, Смільчинці, Черкаська область — 21 січня 2023)  — український альголог, член-кореспондент НАН України (2018), професор, доктор біологічних наук (1996), завідувач відділу фікології Інституту ботаніки НАН України. Автор понад 450 наукових праць.

## Життєпис

Могила Петра Царенка, Байкове кладовище

Народився 12 липня 1956 року у селі Смільчинці на Черкащині.
У 1978 році закінчив кафедру нижчих рослин Київського державного університету імені Тараса Шевченка. Учень професорок Надії Масюк та Галини Паламар-Мордвинцевої. 
З 1978 року — науковий співробітник відділу фікології Інституту ботаніки, завідувач відділу з 2002 року до кінця життя.
У 1984 році захистив кандидатську дисертацію, у 1996 — докторську. З 2006 року у вченому званні професора, з 2018 року — член-кореспондент НАН України. Автор понад 450 наукових праць.
Був одружений, виховав двох доньок. Помер 21 січня 2023 року. Похований у колумбарії Байкового кладовища.

## Нагороди
- Національна премія України імені Бориса Патона (2021)[4][5]